# Silinus procerus
Silinus procerus är en skalbaggsart som först beskrevs av Lewis 1911.  Silinus procerus ingår i släktet Silinus och familjen stumpbaggar. Inga underarter finns listade i Catalogue of Life.